# Kroujok
Un kroujok (pluriel : kroujki, en russe : кружок, кружки) est un cercle de propagande socialiste juif, populiste ou marxiste, né à la fin du XIXe siècle dans l'Empire russe.

## Des cercles de propagande et de formation d'une élite ouvrière juive
Il réunit des étudiants, des « semi-intellectuels autodidactes » dont la formation se résume souvent au passage par une yechivah (école rabbinique), des artisans et des ouvriers. Il est d'abord une école de formation d'une intelligentsia ouvrière.
Au départ, ses membres se considèrent comme des militants du mouvement ouvrier russe et non comme des révolutionnaires juifs. Ils ne sont pas intéressés à organiser un mouvement ouvrier de masse. Ils veulent plutôt créer une intelligentsia ouvrière juive, capable de mener des actions de propagande au sein de la classe ouvrière et de former la direction d'un futur mouvement révolutionnaire. Cette formation s'accompagne d'une russification critiquée par Józef Piłsudski , qui dirigeait le Parti socialiste polonais. Ils représentent une sorte de Haskalah ouvrière.
Cependant, de fait, les kroujki jouèrent un rôle dans l'organisation des grèves comme à Minsk (grève des serruriers) ou à Vilna (grèves des ouvrières fabriquant des bas, 1885).

## Les principaux kroujki

### Minsk
Le kroujok de Minsk est fondé en 1882 par un populiste, Yefim Khurguine qui parvient à regrouper 150 ouvriers et ouvrières. Le marxiste Emile Abramowitch, puis Isak Hourwitch et sa sœur Génia, en 1885, influent fortement sur ce mouvement, dans deux cercles séparés.
En 1887, le kroujok marxiste est affaibli par l'arrestation de l'imprimeur Joseph Reznik et du harcèlement policier. L'exil affaiblit aussi les cercles ; Hourwitch déclare : « En fait, nous formions des ouvriers socialiste pour l'Amérique ». Les dirigeants se dispersent, animent d'autres cercles (Abramowitch à Vilna, par exemple) et le mouvement ne reprend à Minsk qu'en 1892.

### Vilna
Depuis les années 1870, Vilna est un centre de « contrebande » de littérature révolutionnaire. Une nouvelle génération de jeunes leaders ouvriers prend le relais dans les années 1880 : Leo Jogiches, Charles Rappoport, Jakob Notkine...
En 1884, apparait un kroujok lié à l'organisation socialiste Libération du Travail. Un autre, populiste, dirigé par Yitzkhak Demba et Anton Gnatowsky est actif entre 1885 et 1887. Il organise des ouvrières des fabriques de bas, des guêtriers, des serruriers et des imprimeurs. Une caisse de résistance est fondée et la grève éclate en 1885. La répression policière conduit, en 1887, à la dissolution du cercle dont les militants se dispersent ou sont arrêtés et déportés en Sibérie.
Leo Jogiches poursuit cependant une activité clandestine jusqu'en 1888 où la répression s'abat, à nouveau.

### Autres kroujki
Des cercles existent aussi à Białystok, à Khorochteh (ville industrielle proche de Białystok), Odessa (1880), Mohilev, Krementchouk et Varsovie.
Ces cercles révolutionnaire juifs, préparent la naissance des organisations révolutionnaires juives et en particulier du Bund qui opèrera le tournant du passage à la langue yiddish.